# マイノグーラ
マイノグーラ (Mynoghra) は、クトゥルフ神話に登場する架空の神性。旧支配者。

## 概説
ナイアーラトテップの従姉妹の女神。
ナイアーラトテップ同様、旧神からの封印を免れているが、従兄弟と違って名が知られていないのは、旧支配者の使者として動いていないため。
背に蝙蝠のような翼を持つ女の姿をとる。
男の心を虚ろな石に変えると言われる容貌については、睥睨する非人間的な眼、触手が巻くが如き髪、あらゆる永遠を内包する口、と表現される。
オレゴン州セーラムの魔女カルトによって崇拝されている。

## 眷属
シュブ＝ニグラスとの交わりによってもうけた落とし仔がティンダロスの猟犬であると言われている。

## 別名
- 影の女悪魔
- 力強き使者ナイアーラトテップの闇の従姉妹